# Mitchellville (Iowa)
Mitchellville ist eine Stadt (mit dem Status „City“) im Polk County und zu einem kleinen Teil im Jasper County im US-amerikanischen Bundesstaat Iowa. Das U.S. Census Bureau hat bei der Volkszählung 2020 eine Einwohnerzahl von 2.485 ermittelt.
Mitchellville ist Bestandteil der Metropolregion um Iowas Hauptstadt Des Moines.

## Geografie
Mitchellville liegt im südöstlichen Zentrum Iowas, im östlichen Vorortbereich von Des Moines. Die Stadt liegt rund 2 km westlich des südlichen Skunk River. Rund 130 km südlich von Mitchellville verläuft die Grenze zum Nachbarstaat Missouri, die Grenze zu Illinois wird rund 220 km östlich vom Mississippi gebildet, während der Missouri River rund 230 km westlich die Grenze Iowas zu Nebraska bildet.
Die geografischen Koordinaten von Mitchellville sind 41°40′07″ nördlicher Breite und 93°21′28″ westlicher Länge. Die Stadt erstreckt sich über eine Fläche von 6,06 km² und liegt überwiegend in der Beaver Township des Polk County. Zu kleineren Teilen erstreckt sich das Stadtgebiet bis in die östlich benachbarte Washington Township des Jasper County.
Nachbarorte von Mitchellville sind Mingo (17,4 km nordöstlich), Colfax (10,5 km östlich), Prairie City (18 km südöstlich), Runnells (18,1 km südlich), Pleasant Hill (21,7 km südwestlich), Altoona (11,4 km westsüdwestlich) und Bondurant (13 km westnordwestlich).
Das Stadtzentrum von Des Moines liegt 29 km westsüdwestlich. Die nächstgelegenen weiteren größeren Städte sind die Twin Cities (Minneapolis und St. Paul) in Minnesota (403 km nördlich), Rochester in Minnesota (324 km nordnordöstlich), Waterloo (157 km nordöstlich), Cedar Rapids (166 km ostnordöstlich), Iowas frühere Hauptstadt Iowa City (159 km östlich), die Quad Cities in Iowa und Illinois (243 km in der gleichen Richtung), Chicago in Illinois (511 km ebenfalls östlich), Peoria in Illinois (400 km ostsüdöstlich), Illinois’ Hauptstadt Springfield (465 km südöstlich), St. Louis in Missouri (533 km in der gleichen Richtung), Columbia in Missouri (374 km südsüdöstlich), Kansas City in Missouri (340 km südsüdwestlich), Nebraskas größte Stadt Omaha (252 km westsüdwestlich), Nebraskas Hauptstadt Lincoln (330 km in der gleichen Richtung), Sioux City (318 km westnordwestlich) und South Dakotas größte Stadt Sioux Falls (471 km nordwestlich).

## Verkehr
Der Interstate Highway 80, der hier die kürzeste Verbindung von Des Moines nach Iowa City bildet, verläuft in West-Ost-Richtung entlang der Nordgrenze des Stadtgebiets von Mitchellville. Alle weiteren Straßen sind untergeordnete Landstraßen, teils unbefestigte Fahrwege sowie innerörtliche Verbindungsstraßen.
Eine von Des Moines zum Mississippi führende Bahnlinie der Iowa Interstate Railroad (IAIS) verläuft durch das Stadtgebiet von Mitchellville.
Der nächste Flughafen ist der 39 km südwestlich gelegene Des Moines International Airport.

## Frauenhaftanstalt

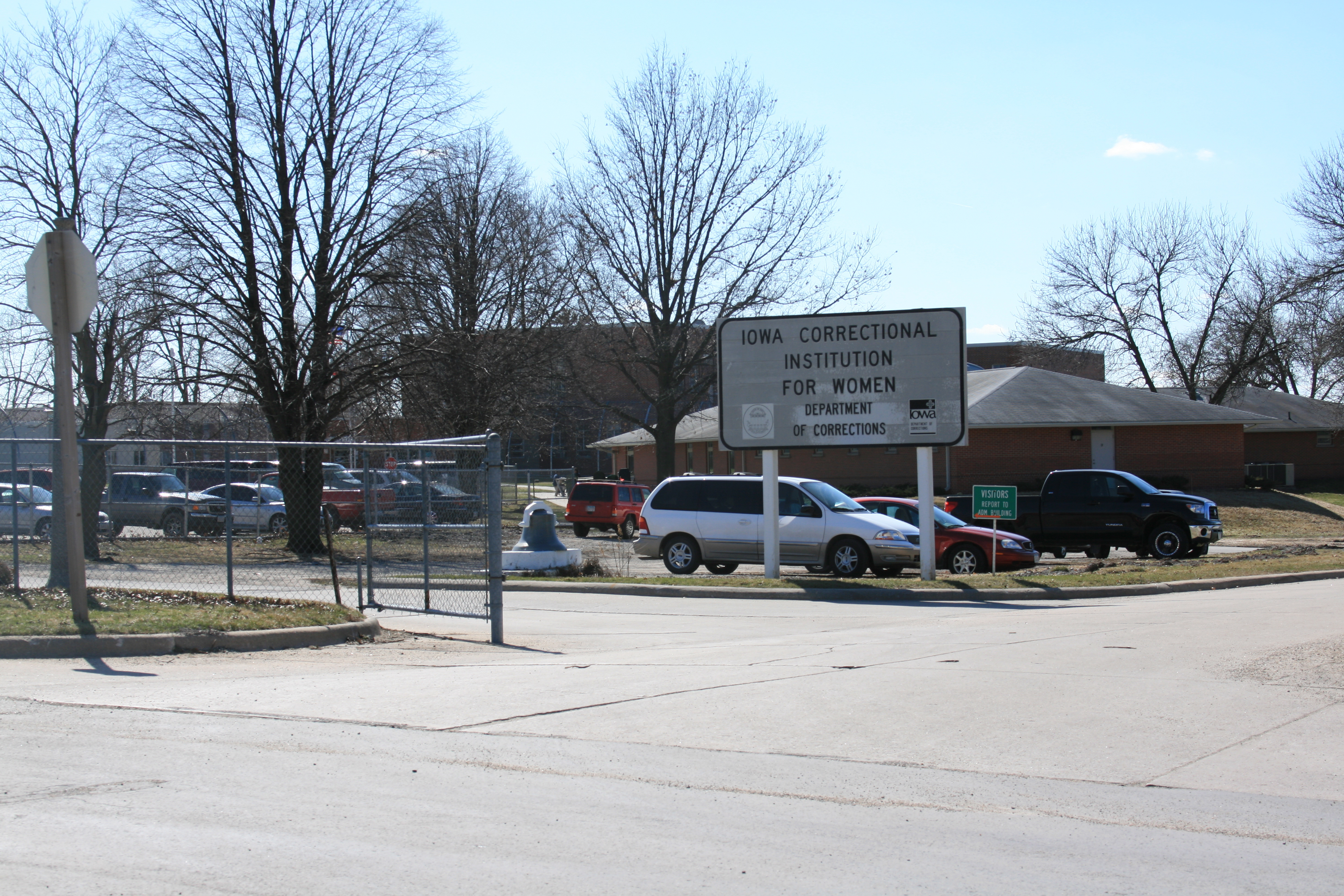
Iowa Correctional Institution for Women

Mit der Iowa Correctional Institution for Women befindet sich in Mitchellville eine Haftanstalt für Frauen mit 888 Insassinnen und 238 Mitarbeitern. Die Haftanstalt besteht aus zwei Zellenblöcken, die als Medium Security und als Minimum Security eingestuft sind.

## Bevölkerung
Nach der Volkszählung im Jahr 2010 lebten in Mitchellville 2254 Menschen in 651 Haushalten. Die Bevölkerungsdichte betrug 371,9 Einwohner pro Quadratkilometer. In den 651 Haushalten lebten statistisch je 2,53 Personen.
Ethnisch betrachtet setzte sich die Bevölkerung zusammen aus 91,7 Prozent Weißen, 5,8 Prozent Afroamerikanern, 0,8 Prozent amerikanischen Ureinwohnern, 0,5 Prozent Asiaten sowie 0,2 Prozent aus anderen ethnischen Gruppen; 1,0 Prozent stammten von zwei oder mehr Ethnien ab. Unabhängig von der ethnischen Zugehörigkeit waren 2,4 Prozent der Bevölkerung spanischer oder lateinamerikanischer Abstammung.
20,4 Prozent der Bevölkerung waren unter 18 Jahre alt, 69,4 Prozent waren zwischen 18 und 64 und 10,2 Prozent waren 65 Jahre oder älter. 63,5 Prozent der Bevölkerung waren weiblich. Das Ungleichgewicht in der Geschlechterverteilung ergibt sich aus der in Mitchellville befindlichen Frauenhaftanstalt.
Das mittlere jährliche Einkommen eines Haushalts lag bei 57.153 USD. Das Pro-Kopf-Einkommen betrug 20.931 USD. 15,3 Prozent der Einwohner lebten unterhalb der Armutsgrenze.

## Bekannte Bewohner
- Clair Cameron Patterson (1922–1995) – Geochemiker – geboren und aufgewachsen in Mitchellville